# برتيناكس
الإمبراطور قيصر بابليوس إلويوس برطانوس أوغسطس أو فرطيخوس أو فرطنوش (باللاتينية: Publius Helvius Pertinax Augustus) (1 أغسطس، 126- 28 مارس، 193) كان إمبراطورًا رومانيًا لأول ثلاثة أشهر من العام 193. كان خلفًا لكومودوس ليصبح أول إمبراطور خلال عام الأباطرة الخمسة المضطرب.
ولد برطانوس ابنًا لعبد معتوق، وأصبح ضابطًا في الجيش. قاتل في الحرب الرومانية الفرثية بين عامي 161-166، حيث قاده نجاحه إلى ترقية لمناصب أعلى في كلا المجالين السياسي والعسكري. حصل على رتبة حاكم ولاية وقائد مدني. كان عضوًا في مجلس الشيوخ الروماني، وعمل في الفترة نفسها التي كان فيها المؤرخ كاسيوس ديو.
أعلن برطانوس إمبراطورًا بعد وفاة كومودوس. حاول وضع العديد من الإجراءات الإصلاحية، رغم أن فترة حكمه القصيرة كإمبراطور حالت دون نجاح هذه المحاولات. كان أحد هذه الإصلاحات هو استعادة الانضباط بين الحرس البريتوري، مما أدى إلى حدوث نزاع بلغ ذروته في نهاية المطاف باغتيال برطانوس على يد الحرس. ألّه الإمبراطور سبتميوس سويرس برطانوس بعد ذلك. كانت سمعته التاريخية إيجابية إلى حد كبير، ومتوافقًا مع تقييم كاسيوس ديو.

## بداية حياته
تم توثيق حياته المهنية قبل أن يصبح إمبراطورًا في كتاب هستوريا أوغوستا وهي مثبتة في عدة أماكن من خلال النقوش الموجودة. ولد في ألبا بومبيا في إيطاليا، ابنًا لهيلفيوس سكسيسوس المحرر. تم تكليف بيرتيناكس كضابط في أحد كتائب الجيش بسبب مساعدته في الرعاية.
في الحرب الفرثية التي تلت ذلك، استطاع أن يبرز نفسه، مما أدى إلى منحه سلسلة من الترقيات، وبعد التعيينات في بريطانيا الرومانية (التي كانت تمثل المنبر العسكري للفيلق الرابع فيكتريس)، شغل منصب وكيل في داسيا الرومانية الممتدة على طول نهر الدانوب. تعرض لانتكاسة لأنه كان ضحية لمؤامرات بلاط الملك خلال فترة حكم ماركوس أوريليوس، لكن بعد ذلك بفترة وجيزة، استدعاه كلوديوس بومبيانوس في الحروب الماركومانية. في عام 175، حصل على منصب القنصل الشرفي وحتى عام 185، كان بيرتيناكس حاكمًا لمقاطعات مويسيا العليا والسفلى، وداسيا، وسوريا وفي النهاية حاكمًا لبريطانيا الرومانية.
خلال ثمانينيات القرن الثاني، تولى بيرتيناكس دورًا محوريًا في مجلس الشيوخ الروماني حتى أجبره القائد البرايتوري سيكستوس تيغيديوس بيرينيس على ترك الحياة العامة. تم استدعاؤه بعد ثلاث سنوات إلى بريطانيا الرومانية، حيث كان الجيش الروماني في حالة تمرد. حاول برتيناكس قمع الجنود صعبي المراس هناك، لولا أن فيلقًا هاجم حراسه الشخصيين تاركًا إياه للموت. عندما تم إجباره على التنحي في عام 187، كان السبب في ذلك هو أن الفيالق قد أصبحت أكثر عدائية نحوه بسبب حكمه القاسي.
شغل منصب نائب للقنصل في أفريقيا منذ عام 188 حتى عام 189، وتلا مدة الخدمة تلك واحدة أخرى في ولاية روما الحضرية، وفي القنصلية الثانية كأورديناريوس مع الإمبراطور كومودوس الذي كان زميلًا له.

## إمبراطورًا
عندما أصبحت أفعال كومودوس غير منظمة بشكل متزايد في بداية تسعينيات القرن الثاني، أدت مؤامرة إلى اغتياله بتاريخ 31 ديسمبر 192. نفذ المؤامرة القائد البريتوري كوينتوس أيميليوس لايتوس، ومارسيا عشيقة كومودوس وحاجبه إليكتوس. سارع برتيناكس الذي كان يعمل قائدًا مدنيًا بعد تنفيذ الجريمة إلى المعسكر البريتوري وأُعلن إمبراطورًا. كانت فترة ولايته القصيرة التي دامت 87 يومًا مضطربةً. حاول محاكاة الممارسات المضبوطة لماركوس أوريليوس وبذل جهدًا لإصلاح نظام أليمنتا (دعم الغذاء) لكنه واجه عداوة من عدة جهات.
يصف الكتاب القدماء كيف توقع الحرس البريتوري تبرعًا سخيًا منه عند صعوده للعرش، وكيف أنهم تعرضوا لخيبة أمل وهاجوا حتى قدم المال وباع ممتلكات كومودوس، بما في ذلك المحظيات والشباب الذين كان يحتفظ بهم كومودوس من أجل متعته الجنسية. حسّن العملة الرومانية بشكل تدريجي وزاد من نقاء الدينار القديم (الروماني) من 74% إلى 87%- وزاد وزن الفضة الفعلي فيه من 2.22 غرام إلى 2.75 غرام.
حاول برتيناكس فرض نظام عسكري أكثر قساوة على البريتوريين المدللين. استطاع بصعوبة النجاة من مؤامرة نفذتها مجموعة لاستبداله بالقنصل كوينتوس سوسيوس فالكو في أوائل شهر مارس عندما كان في أوسيتا يتفقد ترتيبات شحنات الحبوب. أفشى أحدهم بالمؤامرة؛ تم العفو عن فالكو نفسه لكن تم إعدام العديد من الضباط المسؤولين عن الانقلاب.
كان برتيناكس في قصره، بتاريخ 28 مارس 193، عندما هرعت فرقة مؤلفة من ثلاثمئة جندي من الحرس البريتونيين، وفقًا لكتاب هستوريا اوغوستا، إلى البوابات (كان عددهم مئتين وفقًا لكاسيوس ديو). تقول المصادر القديمة أنهم لم يحصلوا إلا على نصف الأجر الذي وعدهم به. لم يبدي الحراس المناوبون أو حتى مسؤولي القصر أي مقاومة ضدهم. أرسل برتيناكس لايتوس لمجابهتهم، لكنه اختار أن يقف إلى جانب المتمردين بدلًا من ذلك وتخلى عن الإمبراطور.
على الرغم من نصحه بالفرار، غير أنه حاول في حينها التفاهم معهم وكاد أن ينجح قبل أن يضربه أحد الجنود. كان على برتيناكس أن يكون أكثر حذرًا من الخطر الذي واجهه باتخاذه للأرجواني (دليل على درجة الإمبراطورية)، لأنه رفض أن يتقلد ألقابًا إمبراطورية سواءً له أو لزوجته أو ابنه، وبالتالي حمايتهم من آثار اغتياله.

## وصلات خارجية
- Pertinax at Livius.Org
- "Publius Helvius Pertinax". الموسوعة الكاثوليكية. نيويورك: شركة روبرت أبيلتون. 1913.
- PERTINAX, A ROMAN EMPEROR

| المناصب السياسية                                                  | المناصب السياسية                                            | المناصب السياسية                                                            |
| ----------------------------------------------------------------- | ----------------------------------------------------------- | --------------------------------------------------------------------------- |
| سبقه Ulpius Marcellus                                             | Roman governors of Britain c. 185 – 187                     | تبعه Unknown, then كلوديوس ألبينوس                                          |
| سبقه Lucius Calpurnius Piso, Publius Salvius Julianus             | Consul of the الإمبراطورية الرومانية 175 مع ديديوس جوليانوس | تبعه Titus Pomponius Proculus Vitrasius Pollio, Marcus Flavius Aper         |
| سبقه Popilius Pedo Apronianus and Marcus Valerius Bradua Mauricus | قنصل الإمبراطورية الرومانية مع كومودوس 192                  | تبعه Quintus Pompeius Sosius Falco and Gaius Iulius Erucius Clarus Vibianus |
| العهد                                                             |                                                             |                                                                             |
| سبقه كومودوس                                                      | قائمة الأباطرة الرومان 193                                  | تبعه ديدوس يوليانوس                                                         |